# 輪郭 (曲)
「輪郭」（りんかく）は日本のバンドDIR EN GREYのメジャー26枚目のシングル。2012年12月19日にリリースされた。

## 概要
- 2012年7月26日に公式サイト上でスタートしたカウントダウンが0になった8月3日に発売が発表された。
- CDのみの【通常版】、CD＋DVD(輪郭のレコーディング風景を収録)の【初回生産限定盤】、更に2011年11月11日にTOKYO DOME CITY HALLで行われたアルバム『DUM SPIRO SPERO』の購入者を対象としたライブ『TOUR2011 AGE QUOD AGIS Ratio ducat, non fortuna』を収録したDVDと、本楽曲についてのインタビューを収録したブックレット付きの【完全受注生産限定盤】の3タイプで発売。
- ミキシングはアルバム『DUM SPIRO SPERO』に引き続きチュー・マッドセンが担当している。
- ３曲目に収録されている「輪郭 (Eternal Slumber Mix)」のリミキサーはゲーム『サイレントヒルシリーズ』の音楽を手がけた山岡晃。なお、カップリングにリミックス音源が収録されたのは「DRAIN AWAY」以来である。
- 人体を思わせるイラストが複雑に絡み合った[1]本作のアートワークのデザインは京が手掛けた[2]。2012年12月18日から全国6ヶ所のタワーレコードにおいて複製原画の展示が行われ、この原画は応募キャンペーンで10名にプレゼントされた[2]。
- 2012年12月と2013年1月に、Twitterと連動した卓上カレンダーのプレゼントキャンペーンが行われた[2]。

## 収録曲
Disc 1
1. 輪郭
(作詞:京　作曲・編曲:DIR EN GREY)
サビを中心にファルセットが多用されているミディアムバラード。
PVを「Agitated Screams of Maggots」のPVを手がけた黒坂圭太が担当。「生命讃歌」をテーマとし、陰鬱な出来事が続いた世界が元気になるように描いたと記している[3]。
2. 霧と繭
(作詞:京 作曲:薫 編曲:Dir en grey) 
インディーズ時代の1stミニアルバム『MISSA』に収録されている同楽曲を再構築したもの。
ミディアムナンバーだった原曲を、グロウル、シャウト、7弦ギターやブラストビートを織り交ぜたヘヴィナンバーと変貌させている。
原曲の歌詞は京の頭に残っていた部分「一時の喜びさえ」「堕ちて行け」のみしか使用されていないが、ギターラインは随所に原曲の名残が見られる。
原曲のBメロのメロディーがサビに使われている。
薫曰く「再録を行うという事で原曲を聴き返したのだが、恥ずかしくて最後まで聴けなかった」という。[4]
3. 輪郭 (Eternal Slumber Mix)
（Remixed by 山岡晃）
ゲーム「サイレントヒル」シリーズなどの楽曲を手掛ける山岡晃氏によるリミックス。
ホラーゲームのBGMを彷彿とさせるリミックスに仕上がっている。

Disc 2【DVD】（初回生産限定盤）
1. 輪郭 (Scenes From Recording)

Disc 2【DVD】（完全受注生産限定盤）
『TOUR2011 AGE QUOD AGIS Ratio ducat, non fortuna』より、全曲シンフォニック・アレンジバージョンで収録
1. AMON
『DUM SPIRO SPERO』収録のものよりストリングスによるイントロが若干長くなっている。
2. LOTUS
3. OBSCURE
4. 流転の塔
5. 暁
6. 激しさと、この胸の中で絡み付いた灼熱の闇
7. THE BLOSSOMING BEELZEBUB
2011年8月3日に公式サイトで公開されたムービーでイントロの一部が使われていた。
8. mazohyst of decadence
9. 蜜と唾
10. 「欲巣にDREAMBOX」あるいは成熟の理念と冷たい雨
11. DIFFERENT SENSE
12. DECAYED CROW
13. 輪郭 (Scenes From Recording)

## MINERVA -輪郭-
『MINERVA -輪郭-』（ミネルヴァ・りんかく）は、シングル『輪郭』のオフィシャルブック。
通販限定で2012年10月に発売された、A4判で全124ページフルカラー。表紙にはそれぞれメンバーの顔が重ねてコラージュされている。レコーディング写真や、各メンバーの活動休止から『輪郭』リリースにかけてのソロインタビューをはじめ、DIR EN GREYのビデオクリップを手がける映像作家、近藤廣行のインタビューも掲載されている。
また、本作に収録されなかった完全未公開原稿が、『輪郭』の完全受注生産限定盤に特典として同梱されている。